# Yarmouth (Massachusetts)
Yarmouth – miasto w Stanach Zjednoczonych, w stanie Massachusetts, w hrabstwie Barnstable.